# 代米迪夫卡 (文尼察區)
49°6′59″N 28°15′17″E / 49.11639°N 28.25472°E
代米迪夫卡（烏克蘭語：Демидівка），是烏克蘭中部文尼察州文尼察區的村落，隸屬赫尼萬市鎮，始建於1554年，面積3.38平方公里，海拔高度256米，2023年人口684，人口密度每平方公里278.11人。